# Dimensión 404
Dimension 404 es una serie de televisión antológica de ciencia ficción dramática creada por Dez Dolly y Will Campos, junto a Dan Johnson y David Welch. Se comenzó a emitir desde el 4 de abril de 2017 en el servicio de vídeo bajo demanda Hulu. La serie está producida por RocketJump y Lionsgate Television, con cada episodio siendo su propio contenido autónomo de película para televisión. La serie está inspirada en las series de televisión The Twilight Zone y The Outer Limits.

## Sinopsis

### Primera temporada
«Matchmaker»: cuenta la historia de un chico solitario que se apunta a una app de citas que parece ser infalible, pero pronto descubre que su infraestructura es más maquiavélica de lo que podría prever.

«Cinethrax»: un cinéfilo veterano que se ve arrastrado por su sobrina a una película para adolescentes. La tecnología detrás de sus gafas 3D parece inusualmente avanzada.

«Chronos»: narra los intentos de una universitaria para que todo el mundo recuerde la serie de dibujos de su infancia, que estaba relacionada con viajes en el tiempo.

«Polybius»: narra cómo unos jugones de recreativos se enfrentan a un arcade que emana una energía extraña.

«Bob»: una psicóloga del ejército de los Estados Unidos que ha de ayudar a salir de una depresión a una inteligencia artificial especializada en espionaje.

«Impulse»: se centra en una habilidosa jugadora de eSports que, al verse sobrepasada por un rival más hábil, siente la tentación de tomar una bebida energética que altera sus reflejos.
«»

## Elenco
- Mark Hamill como el Narrador

### Episodio: «Matchmaker»
- Robert Buckley como Adam.
- Lea Michele como Amanda.
- Matt Jones como Greg.
- Joel McHale como el Dr. Matthew Maker.
- Karissa Lee Staples como Becky.
- Catherine Garcia como Cate.
- Mario Garcia como Mario.

### Episodio: «Cinethrax»
- Sarah Hyland como Chloe.
- Daniel Zovatto como Zach.
- Patton Oswalt como el tío Dusty.
- Casimere Jolette comoy Brie.
- Ashly Burch como Shannon.
- Tom Plumley como Concession Stand Teen.
- Sean Przano como Cosplay Nerd.
- Joey Scoma como Arnie.
- CC Weske como Alexis.

### Episodio: «Chronos»
- Ashley Rickards como Susan Hirsch.
- Anthony Oh (doble) como Lord Entropy.
- Utkarsh Ambudkar como Alex Kapour.
- Parry Shen como un animador desconocido.
- Charles Fleischer como el profesor Dobkin.
- Pepe Serna como Wally Nash.
- Matthew Del Negro como Time Ryder.
- Julie Dove como Julie Hirsch.
- LaLa Nestor como una joven Sue Hirsch.
- James Babson como Guardia #1.
- Anthony Alabi como Guardia #2.

### Episodio: «Polybius»
- Ryan Lee como Andrew Meyers.
- Sterling Beaumon como Jess.
- Gabrielle Elyse como Amy.
- Ken Foree como el agente X.
- Tucker Albrizzi como Dennis.
- Adrienne Barbeau como Wilma.
- Davis Desmond como Melvin Raimi.
- Travis Myers como el entrenador Wurgler.
- Douglas Tait como la criatura del Polybius.
- Chris Wylde como el Detective.

### Episodio: «Bob»
- Tom Noonan como Bob.
- Megan Mullally como el director Stevens.
- Constance Wu como jane.
- Malcolm Barrett como Chris.
- Melanie Thompson como Beth.

### Episodio: «Impulse»
- Lorenza Izzo como Val Hernandez/Speedrun.
- Kenneth Choi como Kojima.
- Matt Lauria como Evan.
- Cody Johns como Roy Torvald/Killohertz.

## Producción

### Desarrollo
Los 6 episodios antológicos, creado por Dez Dolly y Will Campos, en conjunto con Dan Johnson y David Welch, fue ordenada como una serie de Hulu en febrero de 2016, con Dolly siendo el showrunner. Freddie Wong, Matthew Arnold, y Dolly además reportaron que ejercerán como los productores ejecutivos de la serie, así como la realización de tareas de dirección para episodios individuales. Cada episodio será de una hora de duración, y contará historias individuales.

### Casting
El 8 de junio de 2016, se anunció que Lea Michele y Robert Buckley encabezaría el primer episodio de la serie, y Ryan Lee será el protagonista en diferentes y no relacionados episodios. El 14 de junio de 2016, Joel McHale se unió al elenco junto a Michele y Buckley en el primer episodio, y Sarah Hyland fue elegida para interpretar el papel principal en cada episodio por separado. Ese mismo mes, Patton Oswalt se unió para protagonizar junto a Hyland, Ashley Rickards para protagonizar cada episodio, y Sterling Beaumon será el coprotagonista al lado de Lee. Ese mes, Megan Mullally y Constance Wu fueron elegidas para aparecer en el mismo episodio. En julio de 2016, Lorenza Izzo, Daniel Zovatto, y Tom Noonan se unieron al elenco de la serie, con Izzo apareciendo en episodios separados, Zovatto aparecerá junto a Hyland, y Noonan aparecerá junto a Wu y Mullally. El 21 de marzo de 2017, fue anunciado que Mark Hamill narrará la serie.

### Rodaje
La filmación inició en junio de 2016. Michele y Buckley fueron vistos en el set de la serie el 14 de junio de 2016.